# Pink Bubbles Go Ape
Pink Bubbles Go Ape è il quarto album della band tedesca power metal Helloween, pubblicato nel 1991.

## Il disco
Questo è il primo disco degli Helloween uscito dopo la dipartita dalla band di Kai Hansen che poco dopo fondò i Gamma Ray. A sostituirlo Roland Grapow, già attivo con il gruppo Rampage. L'album contiene i singoli "Kids Of The Century", che raggiunse la posizione #56 nella classifica inglese, e "Number One".

## Tracce
1. Pink Bubbles Go Ape - 0:36 - (Kiske)
2. Kids of the Century - 3:51 - (Kiske)
3. Back on the Streets - 3:23 - (Grapow/Kiske)
4. Number One - 5:13 - (Weikath)
5. Heavy Metal Hamsters - 3:28 - (Weikath/Kiske)
6. Goin' Home - 3:51 - (Kiske)
7. Someone's Crying - 4:18 - (Grapow)
8. Mankind - 6:18 - (Grapow/Kiske)
9. I'm Doin' Fine, Crazy Man - 3:39 - (Grosskopf/Grapow)
10. The Chance - 3:47 - (Grapow)
11. Your Turn - 5:38 - (Kiske)

## Expanded Edition Bonus Tracks
1. Blue Suede Shoes
2. Shit and Lobster
3. Les Hambourgeois Walkways
4. You Run with the Pack

## Formazione
- Michael Kiske - voce
- Roland Grapow - chitarra
- Michael Weikath - chitarra
- Markus Großkopf - basso
- Ingo Schwichtenberg - batteria